# مايك جانسي
مايك جانسي (بالإنجليزية: Mike Gansey)‏ مواليد 21 ديسمبر 1982 في فولس أولمستيد، هو لاعب كرة سلة أمريكي. بدأ مسيرته الاحترافية في سنة 2006. يبلغ طوله 6 قدم 4 بوصة (1.9 م). حقق المركز الأول في الألعاب الجامعية الصيفية 2005.

## المسيرة الاحترافية
لعب مع فابريانو باسكت في موسم 2007–2008، ثم لعب مع إسبارن بريمرهافن في الدوري الألماني في موسم 2008–2009، ثم لعب مع كانارياس لكرة السلة في الدوري الإسباني في موسم 2010–2011.

## الميداليات
| الميدالية | المسابقة                      |
| --------- | ----------------------------- |
| ذهبية     | الألعاب الجامعية الصيفية 2005 |

## روابط خارجية
- مايك جانسي على موقع كرة السلة الأوروبية.كوم (الإنجليزية)
- مايك جانسي على موقع كلية كرة السلة في سبورتس رفرنس.كوم (الإنجليزية)
- مايك جانسي على موقع ريلجم (الإنجليزية)
- مايك جانسي على موقع بروبوليرز (الإنجليزية)
- مايك جانسي على موقع سبورتس رفرنس (الإنجليزية)